# Маринланд (Флорида)
Маринланд (енгл. Marineland) град је у америчкој савезној држави Флорида. По попису становништва из 2010. у њему је живело 16 становника.

## Демографија
Према попису становништва из 2010. у граду је живело 16 становника, што је 10 (166,7%) становника више него 2000. године.
| Група             | 2000.      | 2010.       |
| Белци             | 6 (100,0%) | 16 (100,0%) |
| Афроамериканци    | 0 (0,0%)   | 0 (0,0%)    |
| Азијати           | 0 (0,0%)   | 0 (0,0%)    |
| Хиспаноамериканци | 0 (0,0%)   | 0 (0,0%)    |
| Укупно            | 6          | 16          |